# Graphiurus kelleni
Graphiurus kelleni là một loài động vật có vú trong họ Gliridae, bộ Gặm nhấm. Loài này được Reuvens mô tả năm 1890.